# Dyskografia Twenty One Pilots
Dyskografia amerykańskiego zespołu Twenty One Pilots grającego muzykę z pogranicza popu, elektroniki, rocka i hip-hopu,  składa się z pięciu albumów studyjnych, dziesięciu minialbumów, dziewiętnastu singli oraz jednego albumu koncertowego.

## Albumy

### Albumy studyjne
| Twenty One Pilots                       | - Data: 29 grudnia 2009 - Wydawca: wydanie własne      | 139 | –  | –  | –  | –  | –  | –  | –  | –  | –  | |
| Regional at Best                        | - Data: 8 lipca 2011 - Wydawca: wydanie własne         | –   | –  | –  | –  | –  | –  | –  | –  | –  | –  | |
| Vessel                                  | - Data: 8 stycznia 2013 - Wydawca: Fueled by Ramen     | 21  | 51 | 29 | 24 | 53 | 16 | –  | –  | –  | 39 | - USA: platynowa płyta - CAN: złota płyta - UK: złota płyta                                                                                    |
| Blurryface                              | - Data: 19 maja 2015 - Wydawca: Fueled by Ramen        | 1   | 7  | 4  | 7  | 18 | 2  | 27 | 22 | 15 | 5  | - USA: 3x platynowa płyta - AUS: platynowa płyta - CAN: platynowa płyta - NZL: platynowa płyta - POL: 3x platynowa płyta - UK: platynowa płyta |
| Trench                                  | - Data: 5 października 2018 - Wydawca: Fueled by Ramen | 2   | 1  | 2  | 2  | 1  | 1  | 4  | 4  | 7  | 2  | - USA: złota płyta - CAN: złota płyta - UK: srebrna płyta - POL: platynowa płyta                                                               |
| „–” oznacza, że album nie był notowany. |                                                        |     |    |    |    |    |    |    |    |    |    | |

### Albumy koncertowe
| Rok  | Tytuł                                                                               |
| ---- | ----------------------------------------------------------------------------------- |
| 2016 | Blurryface Live - Wydany: 25 listopada 2016 - Format: CD - Wydawca: Fueled by Ramen |

### Minialbumy
| Rok  | Tytuł |
| ---- | --- |
| 2009 | Johnny Boy - Wydany: 2009 - Format: CD - Wydawca: wydanie własne                                               |
| 2012 | Three Songs - Wydany: 17 lipca 2012 - Format: CD, digital download - Wydawca: Fueled by Ramen                  |
| 2013 | Migraine - Wydany: 14 czerwca 2013 - Format: digital download - Wydawca: Fueled by Ramen                       |
| 2013 | Holding On To You - Wydany: 16 sierpnia 2013 - Format: digital download - Wydawca: Fueled by Ramen             |
| 2014 | Quiet Is Violent - Wydany: 1 sierpnia 2014 - Format: CD, digital download - Wydawca: Fueled by Ramen           |
| 2015 | The LC LP - Wydany: 18 kwietnia 2015 - Format: 12" LP - Wydawca: Fueled by Ramen                               |
| 2016 | Double Sided - Wydany: 16 kwietnia 2016 - Format: 7" LP - Wydawca: Fueled by Ramen                             |
| 2016 | TØPxMM (The Mutemath Sessions) - Wydany: 19 grudnia 2016 - Format: digital download - Wydawca: Fueled by Ramen |
| 2018 | Jumpsuit / Nico and the Niners - Wydany: 11 lipca 2018 - Format: digital download - Wydawca: Fueled by Ramen   |
| 2018 | Triplet EP - Wydany: 5 października 2018 - Format: 10" LP - Wydawca: Fueled by Ramen                           |

## Single
| Rok                                                | Singel                | Najwyższa pozycja | Najwyższa pozycja | Najwyższa pozycja | Najwyższa pozycja | Najwyższa pozycja | Najwyższa pozycja | Najwyższa pozycja | Najwyższa pozycja | Najwyższa pozycja | Najwyższa pozycja | Certyfikat | Album                    |
| Rok                                                | Singel                | USA               | AUS               | CAN               | GER               | IRL               | NZ                | POL               | SWE               | SWI               | UK                | Certyfikat | Album                    |
| -------------------------------------------------- | --------------------- | ----------------- | ----------------- | ----------------- | ----------------- | ----------------- | ----------------- | ----------------- | ----------------- | ----------------- | ----------------- | --- | ------------------------ |
| 2012                                               | "Holding On to You"   | –                 | –                 | –                 | –                 | –                 | –                 | –                 | –                 | –                 | –                 | - USA: platynowa płyta | Vessel                   |
| 2012                                               | "Guns for Hands"      | –                 | –                 | –                 | –                 | –                 | –                 | –                 | –                 | –                 | –                 | - USA: złota płyta | Vessel                   |
| 2013                                               | "Lovely"              | –                 | –                 | –                 | –                 | –                 | –                 | –                 | –                 | –                 | –                 | | Vessel                   |
| 2013                                               | "House of Gold"       | –                 | –                 | –                 | –                 | –                 | –                 | –                 | –                 | –                 | –                 | - USA: platynowa płyta | Vessel                   |
| 2013                                               | "Fake You Out"        | –                 | –                 | –                 | –                 | –                 | –                 | –                 | –                 | –                 | –                 | - USA: złota płyta | Vessel                   |
| 2014                                               | "Car Radio"           | –                 | –                 | –                 | –                 | –                 | –                 | –                 | –                 | –                 | –                 | - USA: 2x platynowa płyta - UK: srebrna płyta | Vessel                   |
| 2015                                               | "Fairly Local"        | 84                | –                 | –                 | –                 | –                 | –                 | –                 | –                 | –                 | –                 | - USA: platynowa płyta - CAN: złota płyta - POL: platynowa płyta | Blurryface               |
| 2015                                               | "Tear in My Heart"    | 82                | –                 | 88                | –                 | –                 | –                 | –                 | –                 | –                 | –                 | - USA: 2x platynowa płyta - CAN: platynowa płyta - UK: srebrna płyta - POL: platynowa płyta | Blurryface               |
| 2015                                               | "Lane Boy"            | –                 | –                 | –                 | –                 | –                 | –                 | –                 | –                 | –                 | –                 | - USA: platynowa płyta - CAN: złota płyta - UK: srebrna płyta - POL: platynowa płyta | Blurryface               |
| 2015                                               | "Stressed Out"        | 2                 | 2                 | 3                 | 3                 | 5                 | 5                 | 1                 | 9                 | 2                 | 12                | - USA: 7x platynowa płyta - AUS: platynowa płyta - CAN: 3x platynowa płyta - GER: 3x złota płyta - NZ: 2x platynowa płyta - POL: 2x diamentowa płyta - SWI: 2x platynowa płyta - UK: platynowa płyta | Blurryface               |
| 2016                                               | "Ride"                | 5                 | 18                | 13                | 21                | 38                | 10                | –                 | 50                | 22                | 47                | - USA: 4x platynowa płyta - AUS: platynowa płyta - CAN: złota płyta - NZ: złota płyta - UK: złota płyta - POL: diamentowa płyta                                                                      | Blurryface               |
| 2016                                               | "Heathens"            | 2                 | 3                 | 3                 | 7                 | 4                 | 2                 | 8                 | 6                 | 3                 | 5                 | - USA: 6x platynowa płyta - AUS: 2x platynowa płyta - CAN: 2x platynowa płyta - GER: platynowa płyta - NZ: platynowa płyta - UK: platynowa płyta - POL: 4x platynowa płyta                           | Suicide Squad: The Album |
| 2016                                               | "Heavydirtysoul"      | –                 | –                 | –                 | –                 | –                 | –                 | –                 | –                 | –                 | –                 | - USA: platynowa płyta - CAN: platynowa płyta - UK: srebrna płyta - POL: platynowa płyta | Blurryface               |
| 2018                                               | "Jumpsuit"            | 50                | 76                | 61                | –                 | 41                | –                 | –                 | –                 | –                 | 50                | - USA: złota płyta - CAN: złota płyta - POL: złota płyta | Trench                   |
| 2018                                               | "Nico and the Niners" | 79                | –                 | –                 | –                 | 60                | –                 | –                 | –                 | –                 | 88                | - USA: złota płyta - POL: złota płyta | Trench                   |
| 2018                                               | "Levitate"            | –                 | –                 | –                 | –                 | –                 | –                 | –                 | –                 | –                 | –                 | | Trench                   |
| 2018                                               | "My Blood"            | 81                | –                 | 76                | –                 | 61                | –                 | –                 | –                 | –                 | 62                | - USA: złota płyta - CAN: złota płyta - POL: złota płyta | Trench                   |
| 2019                                               | "Chlorine"            | –                 | –                 | –                 | –                 | 64                | –                 | –                 | –                 | 82                | –                 | - USA: złota płyta - CAN: złota płyta - POL: 2x platynowa płyta | Trench                   |
| 2019                                               | "The Hype"            | –                 | –                 | –                 | –                 | –                 | –                 | –                 | –                 | –                 | –                 | | Trench                   |
| 2020                                               | "Level of Concern"    |                   |                   |                   |                   |                   |                   |                   |                   |                   |                   | - POL: złota płyta | Location Sessions        |
| "–" Singel nie został wydany bądź nie był notowany |                       |                   |                   |                   |                   |                   |                   |                   |                   |                   |                   | |                          |

### Single promocyjne
| Rok                                                | Singel   | Najwyższa pozycja | Najwyższa pozycja | Najwyższa pozycja | Najwyższa pozycja | Certyfikat         | Album                                 |
| Rok                                                | Singel   | USA               | AUS               | CAN               | UK                | Certyfikat         | Album                                 |
| -------------------------------------------------- | -------- | ----------------- | ----------------- | ----------------- | ----------------- | ------------------ | ------------------------------------- |
| 2016                                               | "Cancer" | 91                | 53                | 44                | 93                | - USA: złota płyta | Rock Sound Presents: The Black Parade |
| "–" Singel nie został wydany bądź nie był notowany |          |                   |                   |                   |                   |                    |                                       |

### Pozostałe notowane utwory
| Rok                                               | Tytuł   | Najwyższa pozycja | Najwyższa pozycja | Album  |
| Rok                                               | Tytuł   | IRL               | UK                | Album  |
| ------------------------------------------------- | ------- | ----------------- | ----------------- | ------ |
| 2018                                              | "Morph" | 54                | 67                | Trench |
| "–" Utwór nie został wydany bądź nie był notowany |         |                   |                   |        |

## Teledyski
| Tytuł                 | Rok  | Reżyseria        | Album                    | Źródło  |
| --------------------- | ---- | ---------------- | ------------------------ | ------- |
| "Holding On to You"   | 2012 | Jordan Bahat     | Vessel                   | [ 86 ]  |
| "Guns for Hands"      | 2013 | Mark C. Eshleman | Vessel                   | [ 87 ]  |
| "Car Radio"           | 2013 | Mark C. Eshleman | Vessel                   | [ 88 ]  |
| "Lovely"              | 2013 | Mark C. Eshleman | Vessel                   | [ 89 ]  |
| "House of Gold"       | 2013 | Warren Kommers   | Vessel                   | [ 90 ]  |
| "Migraine"            | 2013 | Mark C. Eshleman | Vessel                   | [ 91 ]  |
| "Truce"               | 2013 | Mark C. Eshleman | Vessel                   | [ 92 ]  |
| "Ode to Sleep"        | 2014 | Mark C. Eshleman | Vessel                   | [ 93 ]  |
| "Fairly Local"        | 2015 | Mark C. Eshleman | Blurryface               | [ 94 ]  |
| "Tear in My Heart"    | 2015 | Marc Klasfeld    | Blurryface               | [ 95 ]  |
| "Stressed Out"        | 2015 | Mark C. Eshleman | Blurryface               | [ 96 ]  |
| "Lane Boy"            | 2015 | Mark C. Eshleman | Blurryface               | [ 97 ]  |
| "Ride"                | 2015 | Mark C. Eshleman | Blurryface               | [ 98 ]  |
| "Heathens"            | 2016 | Andrew Donoho    | Suicide Squad: The Album | [ 99 ]  |
| "Heavydirtysoul"      | 2017 | Andrew Donoho    | Blurryface               | [ 100 ] |
| "Jumpsuit"            | 2018 | Andrew Donoho    | Trench                   | [ 20 ]  |
| "Nico And The Niners" | 2018 | Andrew Donoho    | Trench                   | [ 101 ] |
| "Levitate"            | 2018 | Andrew Donoho    | Trench                   | [ 102 ] |
| "My Blood"            | 2018 | Tim Mattia       | Trench                   | [ 103 ] |
| "Chlorine"            | 2019 | Mark C. Eshleman | Trench                   | [ 104 ] |
| "The Hype"            | 2019 | Andrew Donoho    | Trench                   | [ 105 ] |